# 科斯秋基夫卡
48°34′59″N 29°50′24″E / 48.58306°N 29.84000°E
科斯秋基夫卡（烏克蘭語：Костюківка），是烏克蘭的村落，位於該國西南部文尼察州，由海辛區負責管轄，面積0.12平方公里，海拔高度174米，2001年人口489，人口密度每平方公里4,109.24人。